# Чуда наше госпе
Чуда наше Госпе (шп. Milagros de Nuestra Señora) најважнија је збирка наративних песама коју је саставио Гонсало де Берсео и чија је тема чуда Богородице. Писана је строфом квадерна вија (шп. cuaderna vía) и садржи 25 песама или чуда од којих је 24 преузето из латинског, а 25. саставио је сам Берсео. Сматра се да је дело стварано у периоду од 1236. до 1246. године. Ово остварење је на први поглед само једна од многиx обрада Богородичиних чуда, каквих је у Западној Европи било на стотине у XII и XIII веку. Оно чак ни у оквирима шпанске традиције није једино: готово истовремено кад и његова, настајала је збирка Песме Пресвете Марије, (шп. Cantigas de Santa María) краља Кастиље и поете Алфонса X Ученог. Свакако да то сведочи о снажном упливу Маријиног култа, који се на Пиринејско полуострво ширио из Француске.

## Аутор
Гонсало де Берсео (шп. Gonzalo de Berceo) први је познати писац у шпанској књижевности који је стварао на народном, романском језику. Живео је од 1195. до 1264. године. Био је свештеник, секуларни клерик, који је провео живот у манастиру Сан Миљан де ла Когоља у области Ла Риоха (шп. La Rioja) на северу Иберијског полуострва. Био је представник клеричке песничке школе (шп. Mester de Clerecía), вештине коју су у Шпанији, у периоду од средине XIII до краја XIV века, неговали клерици, мада користио је и вештине хуглларске школе (шп. Mester de Juglaría). Од свега што је написао сачуване су хагиографске песме, песме на маријанске теме, односно песме о Богородици и епска поезија. Црпи теме и мотиве својих дела из старијих дела који су били на латинском језику. Најзначајнија јесте збирка од двадесет и пет наративних песама, која носи назив Чуда наше Госпе (шп. Milagros de Nuestra Señora) настала између 1236. и 1246. године. Доста му је потпомогао Пут за Сантијаго који се налазио недалеко од Берсеовог манастира, па се чини да је ово дело написао како би привукао а онда и подучио вернике који су ишли овом ходочасничком стазом.
Његова дела могу се поделити у три групе:
1. Дела о девици Марији: Похвале Богородице, Жалости Богородице и Чуда наше Госпе.
2. Животи светаца: Живот Сан Милана, Живот Санта Доминга де Силос, Поема Санте Орие и Мучеништво Сан Лоренса.
3. Доктринарна дела: Знаци који се појављују пре правосуђа и Жртвовање мисе.

## Метрика

### Поетски ритам
Постоји ритам једног стиха, ритам једне строфе и ритам целокупно композиције. У овом случају, стих је александринац (треба имати у виду да је шпански александринац стих од 14 слогова), а стофа се састоји од квартета са консонантском нагомиланом римом, још позната под називом квадерна вија. 
Метричка композиција није искључиво повезана ни са једном шемом јер зависи од дужине сваке песме и интереса који свака епизода буди у аутору.
Александринац и квадерна вија убрзо су постали монотони и нису дозвољавали промену ритма због своје структуре. Ритам зависи од акцената који формирају ритмички образац стофе. Ако се акцентује увек исти слог онда се добија консонантска рима која ствара монотонију.

### Строфа
Водећи се клеричком песничком школом, Берсео пише строфе од по четири стиха, међутим, у Чудима наше Госпе постоје два изузетка од ове константне норме. Ради се о строфама 99 и 866 које су састављене од пет консонантских стихова.

### Рима
Рима овог дела је углавном консонантска. Постоји само десет случајева где је рима асонантска. Такође се појављује и унутрашња рима:
"El que a mi cantava la missa cada día,
Tu tovist que facia". (230 a, b);
Међутим овде се ради о случајности, а не о ауторовом свесном коришћењу ове риме.
У овом делу рима не служи само да би производила музичке одјеке који обогаћују звук целине, већ служи и да би пробудила одређена осећања у читаоцу.
У 911 строфа које чине ово дело, постоји само 107 рима, а доста њих се понавља.

## Структура и тематика
У обради ове општепознате тематике Гонсало де Берсео се издваја по креативности и личном печату; он сувопарном латинском предлошку од кога полази удахњује нови живот, дајући му људску, реалну димензију,као и шарм локалне културе и свога времена. Обогатио је дело својим особеним стилом, које Чуда наше Госпе чине оригиналним остварењем изузетне уметничке вредности у целокупној шпанској књижевности средњег века.
Кроз ово дело се такође доста провлачи монотонија, посебно је присутна у епипзодама које се понављају са својим главним карактеристикама. Међутим, Берсео користи хугларску вештину кроз обраћање публици и призивање њихове пажње. Битно му је да његово дело има поуку и она се појављује на крају сваке приче како би његова публика увидела предности и схватила зашто је добро бити љубитељ Богородице. 
Разликују се три групе чуда:
1. У којима Богородица награђује или казни људе, као у делу "La casulla de San Ildefonso".
2. У којима Богородица прашта и успева да спасе своје поклонике од заробљеништва, као у делима "El sacristán impúdico" и "El Judezno".
3. У којима ликови пролазе кроз духовну патњу и Богородица им помаже да реше проблеме, као у делу "La abadesa encinta".

Структура сваке песме из збирке састоји се из три дела: Први део је ауторово представљање учениска, који је верник и који верује у Богородицу. У другом делу је представљена патња тог лика који је представљен у првом делу, та патња може да подразумева природне непогоде, телесне или душевне патње, пакости других људи... У трећем делу је описана помоћ Богородице, који је на крају обавезно подразумевао похвале Богородици и њено уздизање.

## Језик и стил
Постоје три главне функције језика:
1. Лирика: Приказивање изражајног карактера, где се појављује наративно "Ја" са својим емотивним искуствима.

- Лирика - приказује се у више облика који су везани за само једну страну. Са те тачке гледишта, Берсео излаже право и истинско религиозно осећање.

1. Драма: Изазивање градације карактера.

- Драма - њена главна катактеристика јесте истовременост акције и изражавања, па се зато појављује у дијалозима и монолозима који су веома чести у овом делу.

1. Епика: Излагање објективно-показног карактера.

Чуда наше Госпе, се не може сврстати ни у један од ова три рода у потпуности, већ можемо да кажемо да дело има примесе свакога од њих.

Берсео пише у првом лицу једнине и првом лицу множине и на почетку сваке песме обраћа се својој публици речима "пријатељи", "господо", итд. како би привукао пажну слушалаца.

## Лик девице Марије
Кроз ових 25 песама пролазимо кроз упознавање различитих географских области, углавном је била у питању Европа, међутим у једној песми се помиње и Азија, прецизније Турска, такође се упознајемо и са различитим ликовима. Јунаци ових песама су различитог порекла, различите националности, различитог статуса у друштву и разних различитости још. То строго назначавање имена јунака и области у којој живи имало је свој смисао, по томе можемо закључити да је ово дело интернационално. Поред јунака који се из песме у песму смењују, постоји и стални протагониста, а то је Богородица Марија. 
Кроз целу зборку песама протеже се главни мотив - лик Марије. Берсео јој даје улогу мајке, заштитнице и спаситељке и назива је мајком свих верника која помаже људима који су у невољи, ослобађа их грехова, бодри их и даје им савете, мада она повремено добија и друге улоге. Аутор јој често даје друга имена, па тако уместо Мајком, Пресветом Маријом и Девицом назива је још и Краљицом Небеском, Мајком хлеба пшеничнога, Звездом на мору, Извором са кога сви пијемо, и тако даље. Она је оличење доброте, саветница, и водич. Приказана је као лепа, отмена и млада дама.

## Галерија
| - Гонсало де Берсео, Песме, факсимил издање Шпанске краљевске академије из 14. века. Мадрид 1983 - Рукопис из XIV века Чуда наше госпе. |